# Компропорціонування
Компропорціонування (рос. сопропорционирование, англ. comproportionation, [symproportionation]) — хімічна реакція, обернена до диспропорціонування. Наприклад, хімічна реакція отримання сірки:
SO2 + 2H2S → 3S + 2H2O